# Nothoprocta pentlandii
O inhambu-andino, ou alternativamente inambu-andino, também conhecido por tinamu-andino (nome científico: Nothoprocta pentlandii) é uma espécie de ave tinamiforme pertence à família dos tinamídeos. É comumente encontrado em sua ampla área de distribuição, que ocorre nos Andes sul-americanos.

## Taxonomia
Todas as espécies de inhambu pertencem à família Tinamidae, que por sua vez pertence à ordem dos Tinamiformes, sendo também, de modo mais amplo, ratitas, embora sejam capazes de voar curtas distâncias.
É um dos seis representantes do gênero Nothoprocta, introduzido em 1873, pelos naturalistas ingleses Philip Lutley Sclater e Osbert Salvin. O epíteto específico foi nomeado pelo zoólogo compatriota George Robert Gray em 1867. pentlandii é a forma latina de Pentland, que comemora o viajante irlandês Joseph Barclay Pentland.
O nome do gênero combina os termos do grego antigo κρυπτός "kruptós", que significa 'coberto', 'escondido'; οὐρά, "ourá", 'cauda'; e -ellus, um sufixo latino que significa 'diminutivo', provavelmente em referência à cauda curta, coberta por pequenas plumas, fazendo-a parecer escondida.

### Subespécies
São reconhecidas sete subespécies:
- N. p. pentlandii (Gray, 1867) – subespécie nominal, ocorre nos Andes ao oeste da Bolívia, nordeste da Argentina e extremo norte do Chile.
- N. p. ambigua (Cory, 1915) – ocorre nos Andes do sul do Equador e nordeste do Peru.
- N. p. oustaleti (Berlepsch & Stolzmann, 1901) – ocorre nos Andes do sul e centro do Peru.
- N. p. niethammeri (Koepcke, 1968) – ocorre na costa do Peru central.
- N. p. fulvescens (Berlepsch, 1902) – ocorre nos Andes do sudoeste do Peru.
- N. p. doeringi (Cabanis, 1878) – ocorre nos Andes da Argentina central; em Sierras de Córdoba, nas províncias de San Luis e Córdova.
- N. p. mendozae (Banks & Bohl, 1968) – ocorre no centro-oeste da Argentina; nas províncias de Neuquén e Mendoza.

## Descrição
O inhambu-andino possui cerca de 27 a 30 centímetros de comprimento. Suas partes superiores são marrom-acinzentadas seguindo ao marrom-oliva, com barras pretas e brancas distribuídas pelas costas. O peito é cinzento e pintado com pequenas manchas brancas ou, ainda, amarelo-acastanhadas, assim como a região inferior do abdômen. A crista inhambu-andino é negra, enquanto a plumagem lateral do rosto são cinzentas. Finalmente, seus pés são amarelos, e o bico é cinza-escuro. 

## Distribuição e habitat
O inhambu-andino pode ser encontrado na região da Cordilheira dos Andes, que se distribui do sudoeste equatoriano até o Chile central, bem como a cadeia montanhosa de Sierras de Córdoba, nas províncias ao norte da Argentina. Possui preferência a matagais de clima tropical e subtropical, com altitudes entre 800 e 4,100 metros acima do nível do mar.

## Conservação
A IUCN classifica esta espécie como pouco preocupante, com uma faixa de ocorrência de 550,000 km2 (210,000 sq mi).